# Franciszek Tajstra
Franciszek Tajstra (ur. 14 września 1900 w Świętochłowicach, zm. 2 lutego 1972 w Rudzie Śląskiej - Wirek) – polski gimnastyk. 
Należał do klubu "Sokół" w Świętochłowicach. Uczestnik Igrzysk Olimpijskich w 1928 roku w Amsterdamie, gdzie wystąpił w występie drużynowym wraz z innymi członkami zespołu.